# Chantal
Chantal és una pel·lícula estatunidenca dirigida per Tony Marsiglia i estrenada el 2007. El mateix Tony Marsiglia actua a la pel·lícula. La pel·lícula va ser rodada a i al voltant de l'àrea de Los Angeles.

## Argument
Chantal (Misty Mundae) és una jove ingènua i innocent de l'American Heartland que arriba a Hollywood, Califòrnia, per fer realitat el seu somni d'esdevenir una actriu rica i famosa. Gairebé immediatament, Chantal comença a caure víctima dels baixos fons de Los Angeles. Després de llogar una mala habitació, Chantal aconsegueix robar en un parc local, llavors cau presa d'un sòrdid fotògraf femella que la força per actuar en pornografia. Tracta amb  directors de mala fama que volen el seu cos més que el seu talent com a actriu, un bavós director d'hotel i més. Finalment Chantal coneix Tracy, una prostituta que l'ajuda en el costat perillós i cruel de la vida de Hollywood. Tanmateix, Chantal, que és massa innocent i ingènua per gestionar la seva vida nova, a poc a poc cau cap a l'abisme, mai capaç de tirar enrere.

## Repartiment
- Misty Mundae: Chantal
- Julian Wells: Tracy
- Andrea Davis: Lisa
- Darian Caine: Victoria
- Julie Strain: una model
- Lizzy Strain: una model
- Shelly Jones: un fotògraf
- Casey Jones: un fotògraf
- Anthony Newhall
- Crystal Keith
- Chris D. Nebe
- Tony Marsiglia
- Patrick Leggett
- Wayne Edward Sherwood
- Louis G. Villaescusa
- Ward Boult